# Саплинов, Александр Юрьевич
Алекса́ндр Ю́рьевич Саплино́в (род. 12 августа 1997, Старый Оскол, Белгородская область) — российский футболист, полузащитник костромского «Спартака». Младший брат серийного убийцы Михаила Саплинова.

## Карьера
Воспитанник белгородского футбола. Начинал взрослую карьеру в клубах первенства ПФЛ — «Энергомаше» и «Соколе». В зимнее трансферное окно 2018/19 перешёл в «Балтику», игравшую в ФНЛ. В её составе сыграл в 13 матчах и забил 6 мячей, стал открытием весенней части чемпионата.
В июне 2019 года подписал контракт с «Ростовом» на 4 года за 85 тысяч евро. 26 июня на кубке «Париматч» Премьер забил дебютный гол в ворота московского «Спартака». 20 июля 2019 года дебютировал в премьер-лиге в матче со «Спартаком». В матче с «Рубином» забил победный гол головой на 87-й минуте.
Отдавался в аренду «Ротору»,  «Уфе» и «Рубину».
В сентябре 2023 года перешёл в костромской «Спартак».